# Rhodopetoma diaulax
Rhodopetoma diaulax är en snäckart som först beskrevs av Dall 1908.  Rhodopetoma diaulax ingår i släktet Rhodopetoma och familjen Turridae. Inga underarter finns listade i Catalogue of Life.